# علي سيار
علي سيار (1926- أكتوبر 2019) صحفي بحريني مخضرم أسس وحرر جريدة القافلة ومجلة صدى الأسبوع. كان من الآباء المؤسسين للصحافة البحرينية. ووصف بـ«عميد الصحفيين البحرينيين» و«أحد آباء القصة القصيرة في البحرين».

## النشأة والتعليم
ولد سيار عام 1926 (ووفقا لمصادر أخرى سنة 1928) في البحرين. كان والده يدعى عبد الله سيار. تعلم سيار القرآن، في الكُتَّاب، ليلتحق بعد ذلك بـ «مدرسة الإصلاح الأهلية»، ثم «مدرسة الصناعة»، وبسبب تفوقه، وقع عليه الاختيار ليكون من بين تسعة طلاب ابتعثوا للدراسة في «مدرسة بولاق الصناعية»، بالقاهرة، في أربعينيات القرن العشرين. كتب سيار أول مقال له في منتصف الأربعينيات وهو ما زال في المدرسة.
أثناء إقامته في القاهرة، أقبل سيار على شراء الكتب، وتابع ما ينشر في المجلات بشكل يومي وخاصة مجلتي روز اليوسف وآخر ساعة وصحف البلاغ والوفد، واهتم بمعرفة مواعيد وأماكن الندوات والمحاضرات التي كثرت في القاهرة آنذاك، كما كان يحضر مناقشات رسائل الماجستير والدكتوراه في جامعة فؤاد الأول (التي أصبحت جامعة القاهرة فيما بعد). اهتم سيار بمشاهدة المسرحيات أيضا مثل مسرحية مجنون ليلى وكليوباترا، وبعد عام من وجوده بالقاهرة بدأ في كتابة الشعر، وسجل يومياته. وبعد فترة، أنهى سيار دراسته وحصل على الدبلوم العالي وعاد إلى البحرين ليدخل مجال البنوك.

## مسيرته
قبل الانخراط في الصحافة عمل سيار في السعودية والكويت. بدأ حياته المهنية في الصحافة عام 1950 بالكتابة في أول عدد من مجلة «صوت البحرين» وهي مجلة سياسية شهرية. في كتاباته المبكرة في صوت البحرين دعم سيار حركة الضباط الأحرار في مصر. بعد ذلك، أسس (بالاشتراك مع كلٍ من أحمد يتيم، ومحمود المردي، ويوسف الشيراوي، وناصر بوحميد) وشغل منصب رئيس التحرير لجريدة «القافلة» (1952-1954)، وخليفتها «الوطن» (1955-1956)، والتي أسسها تحديًا للسلطات البريطانية بعد إيقافها إصدار القافلة، كما كتب سيار، خلال ارتحالاته التي بدأت بالكويت، في الصحف والمجلات هناك، إذ كتب في «أضواء المدينة»، و«صوت الخليج»، و«الطليعة». توجه سيار بعد ذلك إلى أبوظبي، منتقلاً بينها وبين دبي، وقطر، فلبنان، وأخيراً سوريا، ثم عاد للبحرين فأسس مجلة صدى الأسبوع (1969- 1999). عارض سيار سياسات جمال عبد الناصر في مقالاته في الوطن. في عام 1956 انضم إلى هيئة الاتحاد الوطني التي كانت حركة سياسية قومية معارضة للطائفية في البحرين. في نفس العام بدأ العمل في وزارة الشؤون الاجتماعية والعمل في الكويت. بعد العمل هناك لمدة عام واحد، اقتحم مجال ريادة الأعمال وتقلد مناصب في بعض الشركات البحرينية حتى عام 1969. كان سيار مدير المكتب الرئيسي لشركة «ألبرت إيبلا» اللبنانية في البحرين، وعمل مديرًا لمطبعة المؤيد.
في عام 1973 أصبح عضوًا في المجلس التأسيسي بالبحرين. كان قد أنشئ المجلس من قبل عيسى بن سلمان آل خليفة، أمير البحرين حينها، لمراجعة المقترحات المتعلقة بالدستور. وأصبح فيما بعد كاتب عمود في صحيفة أخبار الخليج البحرينية. كان سيار كذلك عضوًا شرفيًا في جمعية الصحفيين البحرينيين.
انشغل سيار على مدى مسيرته الصحفية بالقضايا المجتمعية المحلية والعربية، وقضايا المرأة، والسياسة والثقافة والفكر والأدب، وانعكس ذلك على عناوين مقالاته، ومن أمثلتها: «المرأة في البحرين»، «من هو الفوضوي؟»، «مصر بين عهدين»، «الوطن والرقابة»، «تنابلة التلفزيون»، «الإنسان قبل الآلة.. قبل الأرض»، «الديمقراطية ليست نقيضاً للدولة»، «التأهيل التربوي»، «المطلوب من السلطة والمواطن»، «موشي دايان.. يهودي أحببته»، «من أوراق المسرح البحريني»، «النظام الدولي الجديد.. عالم من العبيد يحكمه سيد واحد»، «البحرنة.. البحرنة.. البحرنة»، «صحافة لا يكتبها الإعلام الرسمي».
كان علي سيار أديبًا أيضًا، إذ وُصِف بأحد آباء القصة القصيرة في البحرين، جمع سيار قصصه القصيرة في مجموعة أصدرها في عام 1973 تحت اسم «السيد». في كتابه «تحولات القصة القصيرة البحرينية»، قال عنها الناقد والروائي عبد الله خليفة: «يركز علي سيار على حادثة مركزية صغيرة ويقوم بتطويرها وهذا ما يدل على تطور تحقق في فترة وجيزة. في مجموعتهِ القصصية الوحيدة «السيد» التي كـتبت بين سنتي (1964 – 1966) وتشمل المجموعة ثمان قصص، ثم طبعت في سنة 1975، وهو أمر يشير إلى التأرجح التاريخي مما يدل على تقطع التجربة، لكننا نجد الاقتراب من روح القصة القصيرة فيها، حيث التكثيف الفني، ووجود شخصيات محدودة، وتتركز البؤرة القصصية على حدث هام ذي دلالات مهمة».

## من مؤلفاته
- قبل أن يمسح الزمن بصماتنا[16]
- الكل على حق.. الكل على باطل[17]
- رحلة قلم الأحلام والأوجاع: أوراق صحفية، مركز الشيخ إبراهيم بن محمد الخليفة، المنامة، 2003.[18]
- العودة إلى الأصل[19]
- شيء ما عن هويتنا[20]
- وللحقيقة ألف وجه[21]
- هل هو الانهيار؟[22]
- ملعون أنت يا زمان[23]
- في زمن الانهيار، 1978.[24]
- نقطة حبر: ماذا بقى لنا[25]
- السيد: قصص قصيرة، دار الغد، المنامة، 1976.[26]

## الجوائز والتكريم
- كرمته «اللجنة الأهلية لتكريم رواد الفكر والإبداع بمملكة البحرين» في سنة 2005[5][6]
- كرمته محافظة المحرق، و«مسرح الجزيرة»[5][6]
- حاز على «جائزة الرواد»، من «مؤسسة تريم عمران الثقافية والإنسانية» في الإمارات العربية المتحدة.[5][6]

## وفاته وإرثه
توفي سيار في أكتوبر 2019. ونشرت سيرته الذاتية من قبل وزارة الإعلام. مهدت كتاباته ومقالاته والافتتاحيات التي سطرها في جريدة القافلة الصادرة في الفترة 1952 و1954، والوطن الصادرة 1955 حتى 1956 لزوغ الحركة الوطنية البحرينية بالخمسينات من القرن العشرين.
في عام 2020 نشر الصحفي كمال ذيب كتاب «علي سيار في ذاكرة الوطن».

### كتب عنه
- سرحان، منصور. علي سيار: عميد الصحافة البحرينية، مركز الشيخ إبراهيم بن محمد آل خليفة، المنامة، 2005.[29]
- ذيب، كمال. البيت الذي هجره أهله: قصة صعود الصحافة الأسبوعية وأفولها: من ذاكرة علي سيار الصحفي، وزارة الإعلام، البحرين، 2014.[30]
- ذيب، كمال. علي سيار في ذاكرة الوطن، المؤسسة العربية للدراسات والنشر، بيروت، 2020.[31]